# Scott Nearing
Scott Nearing (né le 6 août 1883 et mort le 24 août 1983), économiste de formation, est un militant pacifiste et socialiste américain, promoteur de la simplicité volontaire. Il fut, avec sa femme Helen, une des principales figures du mouvement de « retour à la terre » qui a touché les États-Unis dans les années 1960 et 1970.
De 1908 à 1979, Nearing a publié des dizaines de livres et pamphlets sur des sujets économiques, politiques ou historiques. En 1972, il a publié une autobiographie intitulée The Making of a Radical.

## Biographie
Titulaire d'un doctorat d'économie de l'Université de Pennsylvanie, Scott Nearing enseigne de 1908 à 1915 l'économie et la sociologie à la Wharton School. Radical sur le plan politique, « socialiste tolstoïen », il devient suspect aux yeux du conseil d'administration de l'université qui l'informe le 16 juin 1915 que son contrat de professeur ne sera pas renouvelé. Cette décision fait grand bruit.
De 1915 à 1917, il enseigne les sciences sociales à l'Université de Toledo, puis à la Rand School of Social Science, établissement fondé en 1906 par le Parti socialiste d'Amérique. La publication en 1917 de son pamphlet The Great Madness: A Victory for the American Plutocracy lui vaut en avril 1918 une inculpation pour « obstruction to the recruiting and enlistment service of the United States ». L'éditeur, l’American Socialist Society, est également poursuivi. Le procès se tient en février 1919, plusieurs mois après la fin de la guerre. Il est déclaré non coupable le 21 mars 1919 mais l'American Socialist Society est reconnue coupable et doit s'acquitter d'une amende de 3 000 dollars.
Dans les années 1920, Scott Nearing devient conférencier itinérant et demeure une figure majeure de la gauche américaine. Il rejoint le Parti communiste USA en 1927 mais en est exclu trois ans plus tard.
En 1932, alors que la Grande Dépression frappe les États-Unis et n'ayant plus l'espoir de retrouver un poste de professeur, il part avec sa compagne Helen Knothe s'installer dans le Vermont rural. Ils achètent pour 300 $ et une hypothèque de 800 $ une ferme délabrée de 65 acres. Ils construisent leur maison et cultivent leur jardin, vivant de manière aussi autosuffisante que possible.
En pacifiste convaincu, Nearing s'oppose à la participation américaine à la Deuxième Guerre mondiale. En 1943, il est renvoyé de Federated Press à cause de son positionnement anti-guerre qui est qualifié de « puéril » par le directeur de l'agence.
En 1954, après s'être installé deux ans plus tôt dans le Maine, il publie avec sa femme Living the Good Life: How to Live Simply and Sanely in a Troubled World. Le livre, qui traite de la guerre, de la famine et de la pauvreté, décrit leur expérience de dix-neuf ans dans leur ferme du Vermont et promeut une agriculture domestique autosuffisante moderne ainsi que le régime végétarien. En janvier 1956, Allen Ginsberg, poète de la Beat Generation, décrit Nearing comme « a grand old man, a real mensch » dans son poème America.
Alors que la Guerre du Viêt Nam commence à occuper le devant de la scène au milieu des années 1960, un vaste « mouvement de retour à la terre »  (« back-to-the-land movement ») se développe aux États-Unis et génère un nouvel intérêt pour les idées de Nearing. Des centaines de militants anti-guerre viennent visiter sa maison dans le Maine. Living the Good Life est de nouveau publié en 1970, connaît trente réimpressions et se vend à 300 000 exemplaires.
En 1973, l'Université de Pennsylvanie revient officiellement sur la révocation de Nearing en lui remettant le titre de professeur émérite honoraire d'économie.
Nearing apparaît dans le film Reds (1981) comme l'un des nombreux « témoins » racontant des histoires sur John Reed et les jours ayant conduit à la Révolution russe.
Il meurt le 24 août 1983, dix-huit jours après son centième anniversaire, des conséquences d'un jeûne volontaire dont témoigne sa femme dans ses mémoires.